# Tales of Rebirth
Tales of Rebirth (テイルズ オブ リバース Teiruzu obu Ribāsu?) es la sexta entrega de la serie de videojuegos de rol Tales of, de Bandai Namco. Fue publicado el 16 de diciembre de 2004 en Japón, para la PlayStation 2. El lema característico de Tales of Rebirth es RPG en el que renacerás (君が生まれ変わるRPG Kimi ga umarekawaru RPG?). Tales of Rebirth tiene una introducción anime acompañada de la canción Good Night de Every Little Thing. Rebirth se diferencia de otras entregas en parte por una atmósfera más seria de lo normal en la saga Tales. Los dibujos de los personajes y las escenas de anime usan colores menos vibrantes, y personajes más altos y esbeltos en comparación a la tónica general de la saga. Este juego también ha sido lanzado para la PlayStation Portable en Japón, como un 'port' con algunos extras.

## Personajes
Veigue Lungberg (ヴェイグ・リュングベル Veigu Ryunguberu?)

Edad: 18

Seiyū: Nobuyuki Hiyama

El protagonista de Tales of Rebirth, Veigue está armado de una gran espada que maneja con las dos manos. Sus padres murieron cuando era joven, y fue acogido por la familia de Claire Bennett, la heroína del juego. Veigue es frío, poco sociable y reservado, pero cuando está con Claire actúa de manera más relajada. En combate, Veigue es un poderoso luchador a corta distancia, el intermedio entre Tytree, más rápido pero más flojo, y Eugene, más lento pero más fuerte. Veigue usa la Fuerza del Hielo.
Claire Bennett (クレア・ベネット Kurea Benetto?)

Edad: 17

Seiyū: Mio Yasuda

Claire es la heroína del juego; su familia cuidó de Veigue cuando quedó huérfano de pequeño. Pocas veces había salido de su pueblo, Sulz, antes de los acontecimientos del principio del juego. Su interés en buscar lo bueno de las personas, su buen corazón y optimismo han hecho que se gane el respeto y admiración de la comunidad local. Aunque viaja en varias ocasiones con el grupo, no actúa en batalla, así que es en una PNJ. Claire no tiene el poder de usar una Fuerza.
Mao (マオ Mao?)

Edad: 13

Seiyū: Akeno Watanabe

Mao es un alegre chico que perdió la memoria, y ahora viaja con el guerrero Gajuma Eugene Gallardo, al que Mao ve como una figura paternal. Usa dos tonfas como armas en batalla. Armado con magias elementales principalmente de fuego y viento, Mao es un personaje equilibrado, con hechizos de largo alcance, y la posibilidad de pelear a corta distancia con sus tonfas. Mao usa la Fuerza de Fuego.
Eugene Gallardo (ユージーン・ガラルド Yūjīn Gararudo?)

Edad: 40

Seiyū: Unshō Ishizuka

Eugene es un poderoso guerrero Gajuma equipado con una lanza, que viaja con Mao. Eugene, que es un excomandante del Reino de Karegia Kingdom, es un personaje físicamente fuerte que actúa en batalla como el centro y fuente de ataques. Eugene usa la Fuerza de Acero.
Annie Barrs (アニー・バース Anī Bāsu?)

Edad: 15

Seiyū: Akiko Yajima

Annie odia a los Gajumas, y usa un báculo de arma para lanzar hechizos. Annie puede aprender una gran variedad de magias de soporte bajo la forma de círculos en el suelo, que proporcionan curación, y hechizos de mejora o debilitación de parámetros (para el grupo y para los enemigos respectivamente). Aunque sólo posee una técnica que inflige daños al enemigo directamente, y su ataque físico es muy flojo, pero debido al sistema de batalla, Annie se convierte en lo más parecido a una curandera, y es la única capaz de revivir a otro personaje. Annie usa la Fuerza de la Lluvia.
Tytree Crowe (ティトレイ・クロウ Titorei Kurou?)

Edad: 17

Seiyū: Kappei Yamaguchi

Tytree es un trabajador de Petjanandka que se preocupa mucho por su hermana mayor, y que tiene grandes ideales sobre la igualdad racial en Karegia. Es el personaje más alegre y cómico del grupo, haciendo sombra a Mao, que también rompe el hielo en el grupo de vez en cuando. 
En combate, Tytree usa una ballesta de mano. Puede atacar con ella a larga distancia, pero eso no significa que queda indefenso a corta distancia. Tiene en su repertorio de habilidades una selección de artes marciales a su disposición. Tytree usa la Fuerza del Bosque.
Hilda Rhambling (ヒルダ・ランブリング Hiruda Ranburingu?)

Edad: 21

Seiyū: Sayaka Ohara

Una bella pero fría adivina, revelada durante un momento en el juego como una Half (Media o Semi) (medio Huma, medio Gajuma, similar a los Semielfos en otros Tales); Ataca con cartas mágicas en batalla, pero se dedica especialmente a la magia ofensiva de agua, tierra o de electricidad. Hilda debe ser protegida a menudo por otros personajes mientras despliega su arsenal de poderosos hechizos. Hilda usa la Fuerza del Relámpago.

## Audio
La música de Tales of Rebirth fue compuesta en conjunto por Motoi Sakuraba, Shinji Tamura, Isao Kadowaki, y Shuji Ikegami; la banda sonora de Tales of Rebirth fue lanzada en cuatro CD por Bandai Namco en Japón, el 26 de enero de 2005.
| Lista de pistas | Lista de pistas            | Lista de pistas |
| #               | Título                     | Duración        |
| Disco 1 (65:38) | Disco 1 (65:38)            | Disco 1 (65:38) |
| --------------- | -------------------------- | --------------- |
| 1               | Tales of Rebirth B         | 1:19            |
| 2               | Prologue A                 | 2:47            |
| 3               | Prologue B                 | 0:57            |
| 4               | The scratch on ice         | 2:41            |
| 5               | Desperate battle           | 4:20            |
| 6               | Relief                     | 2:09            |
| 7               | A certain day...           | 1:27            |
| 8               | Strained air               | 2:04            |
| 9               | Scutum - cruel             | 2:37            |
| 10              | Dark seed                  | 1:58            |
| 11              | Sulz                       | 3:54            |
| 12              | Icy edge                   | 4:48            |
| 13              | Battle organization        | 3:37            |
| 14              | Victory A                  | 0:42            |
| 15              | Ginnar troupe              | 1:34            |
| 16              | Heart rest                 | 3:48            |
| 17              | Suspicion                  | 1:56            |
| 18              | Scutum - unflappable       | 3:02            |
| 19              | Alvan Mountains            | 2:39            |
| 20              | Annie in the Mist          | 0:32            |
| 21              | Eugene                     | 2:34            |
| 22              | Minal                      | 3:31            |
| 23              | True drop                  | 5:19            |
| 24              | Forest Labryinth           | 3:00            |
| 25              | Here and there             | 1:19            |
| 26              | Game over                  | 1:04            |
| Disco 2 (69:24) |                            |                 |
| 1               | Tales of Rebirth A         | 1:18            |
| 2               | Petnadjanka - silence      | 3:43            |
| 3               | Iron manufacture - jungle  | 3:16            |
| 4               | Reckless Tytree            | 0:29            |
| 5               | Optimist                   | 1:22            |
| 6               | Spring sunlight            | 2:16            |
| 7               | Rafter                     | 3:33            |
| 8               | Danger!                    | 1:27            |
| 9               | Sannytown                  | 2:50            |
| 10              | Hilda's true identity      | 0:33            |
| 11              | The world without a window | 1:08            |
| 12              | Karez                      | 2:48            |
| 13              | Anikamal - distrust        | 2:31            |
| 14              | Oasis                      | 3:31            |
| 15              | Anikamal                   | 2:28            |
| 16              | Climbers' Cavern           | 2:18            |
| 17              | Babilograd                 | 3:32            |
| 18              | Scutum - fang              | 4:46            |
| 19              | A comfortable wave         | 4:20            |
| 20              | Harbor                     | 3:43            |
| 21              | Balka                      | 4:04            |
| 22              | The subway in Balka        | 2:43            |
| 23              | Like a glint               | 3:33            |
| 24              | Geyorkias                  | 7:12            |
| Disco 3 (70:19) |                            |                 |
| 1               | Proposition                | 4:42            |
| 2               | Petnadjanka                | 3:29            |
| 3               | Holy Beast Eephon          | 0:21            |
| 4               | Mesechina Cavern           | 3:00            |
| 5               | Dogfight                   | 3:31            |
| 6               | Victory B                  | 0:48            |
| 7               | Razilda                    | 3:29            |
| 8               | Ruins                      | 3:04            |
| 9               | Ancient spirit             | 3:02            |
| 10              | The trial                  | 4:10            |
| 11              | Pipista                    | 3:25            |
| 12              | Holy Beast Fenia           | 0:26            |
| 13              | Kyogen                     | 2:53            |
| 14              | Auction                    | 1:11            |
| 15              | Nolzen                     | 4:01            |
| 16              | Tower of Nereg             | 2:52            |
| 17              | Weigh anchor!              | 4:29            |
| 18              | Belsas                     | 3:10            |
| 19              | Belsas - another side      | 3:59            |
| 20              | Speech A                   | 1:15            |
| 21              | Speech B                   | 0:31            |
| 22              | Speech C                   | 0:33            |
| 23              | Soaring Shaorune           | 0:23            |
| 24              | With Shaorune              | 4:23            |
| 25              | Mocrado Village            | 2:43            |
| 26              | Holy Beast Gilione         | 0:24            |
| 27              | World purification         | 0:30            |
| 28              | Natural disaster           | 0:20            |
| 29              | Dream game                 | 3:15            |
| Disco 4 (69:06) |                            |                 |
| 1               | Lenpao Sky Garden          | 2:41            |
| 2               | Amusement park             | 2:43            |
| 3               | Scutum - intertwine        | 3:03            |
| 4               | Scutum - decisive battle   | 5:47            |
| 5               | Mount Sovereign            | 4:32            |
| 6               | Milhaust                   | 3:09            |
| 7               | The edge of an oath        | 3:12            |
| 8               | Zilva                      | 3:32            |
| 9               | Filled insanity            | 5:10            |
| 10              | Ruined ones                | 0:45            |
| 11              | Yuris' Realm               | 0:19            |
| 12              | Destruction                | 3:17            |
| 13              | The die is cast            | 3:46            |
| 14              | Victory C                  | 0:46            |
| 15              | Will                       | 6:11            |
| 16              | Final episode              | 7:52            |
| 17              | Guidance of the moon       | 3:54            |
| 18              | Sealed                     | 0:21            |
| 19              | The answer                 | 4:25            |
| 20              | Epilogue A                 | 1:51            |
| 21              | Epilogue B                 | 1:50            |

## Recepción
Tales of Rebirth recibió un 32 (8 / 8 / 8 / 8) en la revista Famitsu; el juego ha vendido en total más de seiscientas mil copias en Japón.